# Claude Cornac
Claude Cornac, né le 1er octobre 1939 décédé le 12 janvier 1996, est un ancien sénateur socialiste élu le 24 septembre 1989. Fin de mandat le 12 janvier 1996 à son décès.

## Autres fonctions
- Conseiller général du canton de Toulouse-14 (1978-1996)
- Maire d'Aucamville (1977-1983)

### Hommage
- Collège Claude Cornac à Gratentour